# Serravalle (Švýcarsko)
Serravalle je obec ve švýcarském kantonu Ticino, okresu Blenio. Nachází se v údolí řeky Brenno, asi 25 kilometrů severně od kantonálního hlavního města Bellinzony. Má přibližně 2 000 obyvatel.
Obec vznikla 1. dubna 2012 sloučením tří bývalých obcí Ludiano, Malvaglia a Semione.

## Geografie

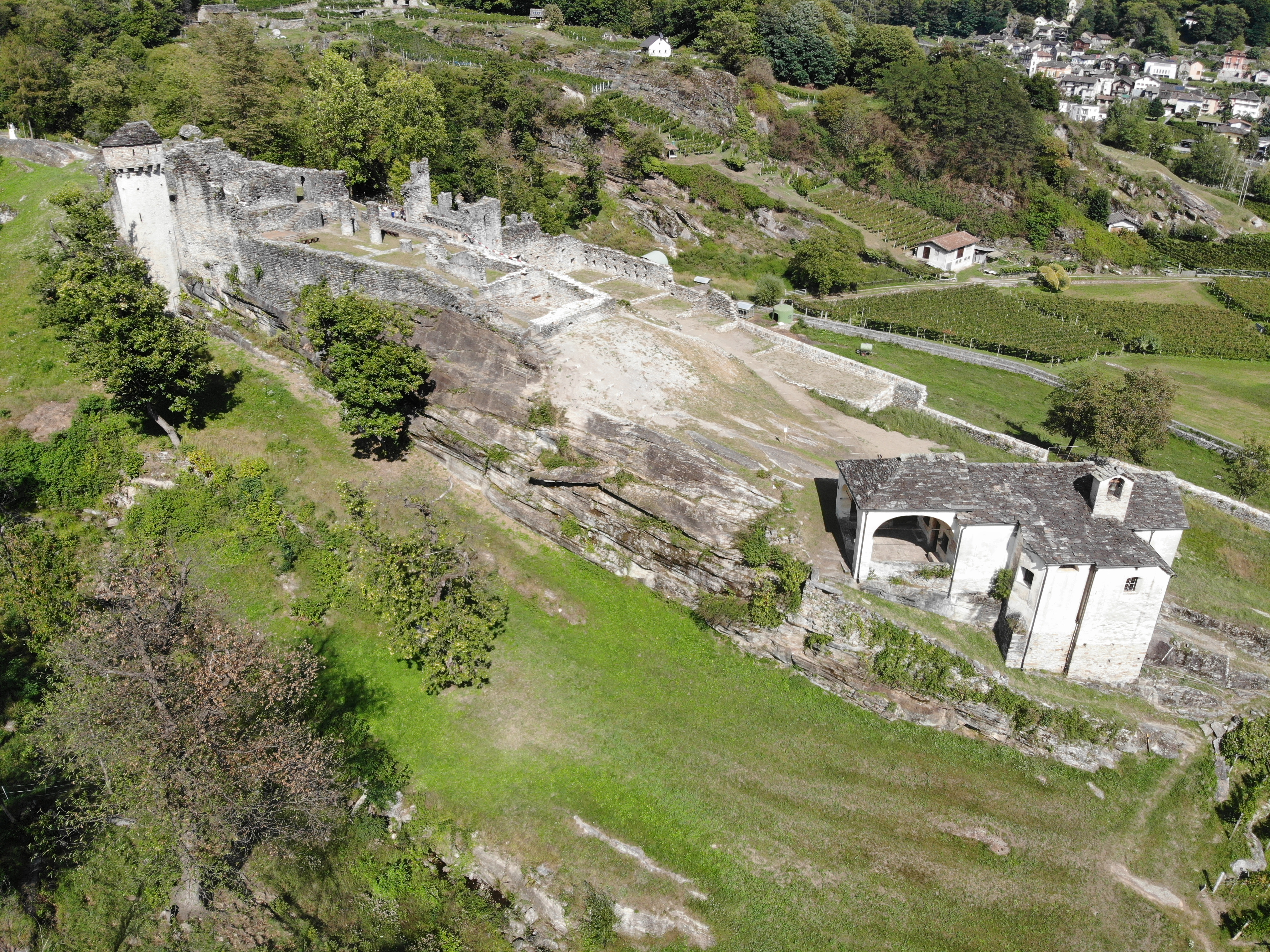
Ruiny hradu Serravalle

Obec Serravalle zahrnuje část údolí Blenio (Valle di Blenio) po obou stranách řeky Brenno a celé boční údolí Val Mavaglia, kterým protéká říčka Orino. Tři vesnice (místní části) Ludiano, Malvaglia a Semione se nacházejí v poměrně širokém údolí Blenio. Naopak údolí Val Mavaglia není celoročně obydleno, na rozdíl od minulosti. Kromě několika alpských osad se zde nachází také vodní nádrž Lago di Malvaglia. Na jižním hřebeni Rheinwaldhornu se v nadmořské výšce 3347 m nachází nejvyšší bod obce. K dalším vyšším vrcholům tyčícím se nad údolím Val Malvaglia patří Cima di Gana Bianca, Cima Rossa, Lògia, Piz di Strega a Vogelberg.
Sousedními obcemi jsou Acquarossa, Blenio, Biasca, Bodio, Giornico a Pollegio, v sousedním kantonu Graubünden pak Rossa, Mesocco a Rheinwald.

## Historie
Nová obec vznikla sloučením obcí Ludiano, Malvaglia a Semione na základě rozhodnutí ticinského kantonálního parlamentu ze dne 15. března 2011. V konzultativním hlasování dne 25. dubna 2010 se pro sloučení předem vyslovilo 75 % voličů těchto tří obcí; v Malvaglii byl souhlas jasný (84 % kladných klasů), v Ludianu byla podpora také jasná (67 % pro), zatímco obyvatelé Semione schválili sloučení obcí poměrně těsně (54 % pro). Název nové obce, který znamená „přehrada“, je převzat z názvu stejnojmenného hradu, který se nachází na území obce.
V referendu, konaném dne 27. listopadu 2016, se většina obyvatel Serravalle vyslovila proti zřízení národního parku Parc Adula.

## Obyvatelstvo
| Rok            | 2012 | 2013 | 2014 | 2015 | 2016 | 2020 |
| Počet obyvatel | 2045 | 2089 | 2076 | 2075 | 2101 | 2079 |

Údolí Blenio je jednou z italsky mluvících oblastí Švýcarska. Převážná většina obyvatel obce tak hovoří italsky.

## Doprava

Historický snímek železniční stanice Malvaglia Rongie

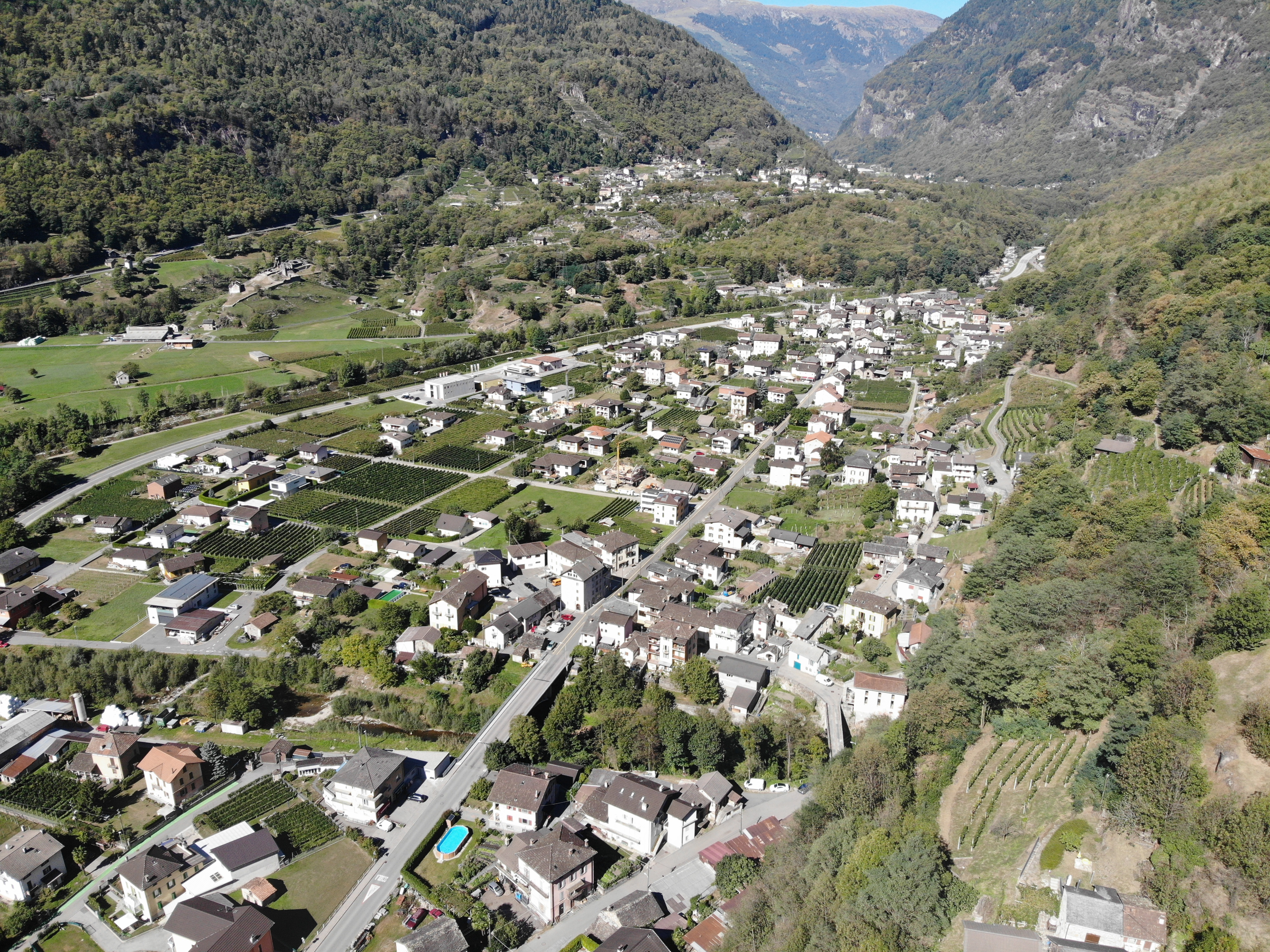
Malvaglia

Místní část Malvaglia leží na hlavní silnici vedoucí údolím Blenio (číslo 416), která se u obce Biasca napojuje na dálnici A2 na jihu. Hlavní silnice vede z větší části po východním břehu řeky Brenno. Vesnice Ludiano a Semione pak leží na vedlejších silnicích nižších tříd. Dále na sever do kantonu Graubünden (konkrétně do Disentisu) je možné projet také Lukmanierským průsmykem.
Autobusová linka 131 společnosti Autolinee Bleniesi S.A. (pod záštitou Postauto) mezi obcemi Biasca a Olivone zajišťuje spojení obce s železniční stanicí švýcarských spolkových drah SBB v Biasce na Gotthardské dráze. Původně toto spojení zajišťovala železniční trať Biasca–Acquarossa, otevřená roku 1911. Na této trati se v obci nacházely stanice Malvaglia Chiesa, Malvaglia Rongie a zastávka Motto-Ludiano. Plány na prodloužení trati dále do údolí, až do Olivone, nebyly kvůli špatné celkové hospodářské situaci v lednu 1914 realizovány. Po první světové válce však dráha prosperovala. S rozšířením automobilů se ale rentabilita a celková situace na trati od roku 1968 zhoršovala a dne 29. září 1973 byl provoz na trati ukončen, koleje byly vytrhány a vozidla prodána nebo sešrotována.

## Osobnosti
- Leonardo Genoni (* 1987), švýcarský hokejista (brankář), pochází z vesnice Semione